# HD 37124 d
HD 37124 d는 황소자리 방향으로 지구로부터 약 108광년 떨어진 곳에 있는 외계 행성이다. 2005년 항성 HD 37124 주위를 긴 공전 주기를 갖고 도는 것이 확인되었다. 시선 속도법을 이용하여 이 행성의 제원을 조사한 결과 1 공전주기는 29.92일, 최소 질량은 목성의 17퍼센트 수준으로 나왔다.

## 같이 보기
- HD 37124 b
- HD 37124 c

## 참고 문헌
- (영어) Vogt 연구진 (2005). “Five New Multicomponent Planetary Systems”. 《The Astrophysical Journal》 632 (1): 638–658. doi:10.1086/432901.